# جمعية استكشاف مصر
جمعية استكشاف مصر (بالإنجليزية: Egypt Exploration Society)، هي مؤسسة خيرية وشركة محدودة مسجلة في إنكلترا. تأسست الجمعية عام 1880 وتعمل على استكشاف المواقع الأثرية في منطقة دلتا ووادي النيل في مصر والسودان.

## الأهداف
تمول جمعية استكشاف مصر الأبحاث وعمليات البحث عن الآثار في مصر منذ أكثر من 130 عام، وللجمعية تاريخ طويل في المسح، استكشاف الآثار والأبحاث في الكثير من المواقع في مصر والسودان. يأتي العمل الميداني على رأس أوليات الجمعية التي تهدف إلى اكتشاف معلومات جديدة تخرج بالتراث المصري إلى النور.
تركز الاستراتيجية البحثية الحالية للجمعية على التنمية الطبيعية، التغير البيئي وتفاعل الإنسان في دلتا ووادي النيل، والسودان.

## المشروعات
- مسح الدلتا
- مسح منف
- المسح الأثري في المنوفية
- مشروع تل بسطة
- مشروع الموانئ والمناظر الطبيعية في طيبة

## التنظيم
يرأسها رئيس وعدة نواب للرئيس ويحكمها مجلس أمناء، يشمل ثلاثة موظفين من الجمعية، نائب للرئيس وأمين للمجلس.

## المقرات
المقر الرئيسي للجمعية في لندن، ويضم المكتب الرئيسي ومكتبة وأرشيف، يوجد به طاقم عمل دائم. للجمعية أيضاً مكتب صغير في القاهرة داخل مقر المجلس الثقافي البريطاني ويعمل به ممثل الجمعية بالقاهرة.

## مواقع ساعدت في الكشف عنها
جبل الهريدي

## روابط خارجية
- جمعية استكشاف مصر على موقع الموسوعة البريطانية (الإنجليزية)